# NGC 7454
NGC 7454 ist eine Elliptische Galaxie vom Hubble-Typ E4 im Sternbild Pegasus am Nordsternhimmel. Sie ist schätzungsweise 98 Millionen Lichtjahre von der Milchstraße entfernt und hat einen Durchmesser von etwa 65.000 Lichtjahren.
Im selben Himmelsareal befinden sich u. a. die Galaxien NGC 7448, NGC 7463, NGC 7464, NGC 7468.
Das Objekt wurde am 15. Oktober 1784 von William Herschel entdeckt.